# Future Nostalgia Tour
Future Nostalgia Tour fue la cuarta gira mundial de conciertos de la cantante albanobritánica Dua Lipa. La gira apoya a su segundo álbum de estudio, Future Nostalgia. Ésta estaba programada para iniciar originalmente el 26 de abril del 2020 en Madrid, pero debió suspenderse a causa de la pandemia de COVID-19. La gira comenzó el 9 de febrero del 2022 en Miami y terminó el 28 de noviembre del mismo año en Tirana.

## Antecedentes
El 2 de diciembre de 2019, Lipa anunció formalmente la gira Future Nostalgia, con 24 espectáculos en el Reino Unido y Europa de abril a junio del año siguiente. Las entradas salieron a la venta cuatro días después. También se ofrecieron varios niveles de boletos VIP, incluidos los que incluían conocer y saludar a la cantante y uno en el que los fanáticos podían luchar contra Lipa en un juego de Dance Dance Revolution. La canción principal del álbum se lanzó junto con el anuncio de la gira. El 13 de enero de 2020, Lipa anunció al DJ británico Buck Betty y la cantante estadounidense Lolo Zouaï como teloneros de la gira. El 21 de febrero de 2020, la cantante anunció dos nuevos espectáculos en el Reino Unido en Liverpool y Nottingham, y las entradas para esas fechas saldrán a la venta una semana después. El 23 de marzo de 2020, Lipa anunció que se había visto obligada a posponer la gira debido a la pandemia de COVID-19; también reveló que estaba planeando fechas de giras para el resto del mundo. Las fechas reprogramadas de la gira para enero y febrero de 2021 se anunciaron al día siguiente con Betty y Zouaï aún programadas como actos secundarios. Los espectáculos en Copenhague, Estocolmo y Oslo se cancelaron debido a la imposibilidad de reprogramarlos y los espectáculos de Viena y Munich todavía estaban intentando reprogramarse en ese momento. tiempo, pero no cancelado formalmente. Las entradas para los espectáculos originales siguieron siendo válidas y se reembolsaron las entradas para los espectáculos cancelados.
La gira se pospuso por segunda vez a septiembre y octubre de 2021 el 23 de octubre de 2020 y no se confirmó si Betty y Zouaï aún la apoyarían. Después de esto, Lipa anunció un concierto de transmisión en vivo titulado Studio 2054, que se desarrolló después de que no pudiera hacer la gira de su álbum. Después del concierto del 27 de noviembre de 2020, la venta de entradas para la gira aumentó un 70 por ciento. El 28 de junio de 2021, la gira se reprogramó por tercera vez para abril, mayo y junio de 2022. Con este aplazamiento, se anunciaron varios espectáculos nuevos en toda Europa junto con los espectáculos reprogramados de Viena y Múnich; las entradas salieron a la venta esa semana. Lipa anunció espectáculos en América del Norte para febrero, marzo y abril de 2022 el 13 de septiembre de 2021, con Megan Thee Stallion, Caroline Polachek y Zouaï como actos secundarios. Los boletos salieron a la venta cuatro días después, con varios paquetes VIP disponibles. Se anunció un segundo espectáculo en Los Ángeles el 17 de septiembre debido a la demanda popular y las entradas para ese espectáculo salieron a la venta una semana después. La etapa de la gira en Oceanía de noviembre de 2022 se anunció el 19 de septiembre de 2021, y las entradas saldrán a la venta cuatro días después; una preventa ocurrió en las 24 horas anteriores. Se anunciaron fechas adicionales en Auckland, Sydney y Melbourne el 25 de septiembre de 2021 después de que se agotaron muy rápidamente las entradas para varios espectáculos; las entradas para esos espectáculos salieron a la venta tres días después.
El 22 de noviembre de 2021, Lipa anunció cuatro nuevas fechas europeas en Lituania y Escandinavia; las entradas para estos espectáculos salieron a la venta cuatro días después. También con este anuncio, Angèle, Griff y Tove Lo fueron anunciados como los nuevos teloneros. El 10 de diciembre de 2021, se anunciaron las fechas de la gira por América Latina para septiembre de 2022 y las entradas saldrán a la venta tres días después. Las entradas para el espectáculo de Buenos Aires se agotaron en menos de una hora, por lo que el 16 de diciembre se anunció un segundo espectáculo en la ciudad y las entradas para ese espectáculo salieron a la venta al día siguiente. El 24 de enero de 2022, los espectáculos de Montreal y Toronto en la etapa norteamericana se pospusieron hasta julio de 2022, con Polachek y Zouaï aún programados como actos secundarios. No se reveló el motivo del aplazamiento, sin embargo, se especuló que se debió a las restricciones de COVID-19 en las ciudades. En respuesta a esto, se anunciaron dos nuevos espectáculos en Milwaukee y Elmont al día siguiente, en sustitución de los dos espectáculos pospuestos. Las entradas para estos espectáculos salieron a la venta tres días después del anuncio. Se anunció un espectáculo en São Paulo el 16 de mayo de 2022 que se incluirá en la etapa latinoamericana de la gira en septiembre de 2022. Las entradas de preventa para este espectáculo se realizarán en los dos días posteriores al anuncio y las entradas para el público en general saldrá a la venta el 19 de mayo. La gira es producida por Ceremony London, promovida por Live Nation y patrocinada por Truly Hard Seltzer.
¡Estoy tan emocionada de volver a hacer una gira y ver a mis ángeles en persona! Qué increíble que podamos bailar y celebrar juntos una vez más. Cuando estaba escribiendo «Future Nostalgia», imaginé las canciones tocándose en clubes nocturnos con tus amigos. Estoy tan emocionada de que esta fantasía finalmente se haga realidad. ¡No puedo esperar para experimentar estas canciones contigo en vivo!

## Sinopsis del concierto
El concierto comenzó con las luces de la casa bajando cuando «Body Funk» (2017) de Purple Disco Machine comenzó a reproducirse en los parlantes y el telón de fondo del escenario se redujo a estática antes de revelar las palabras «In Stereocolor: Future Nostalgia» con gráficas al estilo de Miami Vice. Luego se reprodujo un montaje de video con el tema de aeróbicos de la década de 1980 que presentó a los diez bailarines que incluían a dos patinadores cuando comenzaron a sonar las primeras notas de «Physical». Lipa luego se contoneó en el escenario hacia una barra de ballet en el centro del escenario para interpretar la canción. Llevaba un catsuit personalizado Balenciaga amarillo neón que presentaba un corpiño con corsé inspirado en la lencería, pantalones integrados y botas de tacón, un patrón floral texturizado y guantes de ópera a juego hasta los codos, mientras que también tenía pedrería en los párpados y llevaba pendientes Eéra adornados con diamantes. El atuendo se inspiró en la colección de alfombra roja de verano de 2022 de la etiqueta. Sus bailarinas vistieron trajes azul real, también de la casa de diseño, algunos con trajes deportivos de manga larga de spandex y otros con chándales holgados hechos de jersey de algodón. Durante la interpretación de la canción, realizaron una coreografía aeróbica de la década de 1980 y Lipa se deslizó por la pasarela del escenario. La configuración incluía un escenario principal y un escenario más pequeño cerca del medio de la arena, conectados por una pista. La banda de Lipa, compuesta por un teclista, un baterista, un guitarrista, un bajista y cuatro coristas, apareció en un escenario un poco más bajo en las alas del principal.

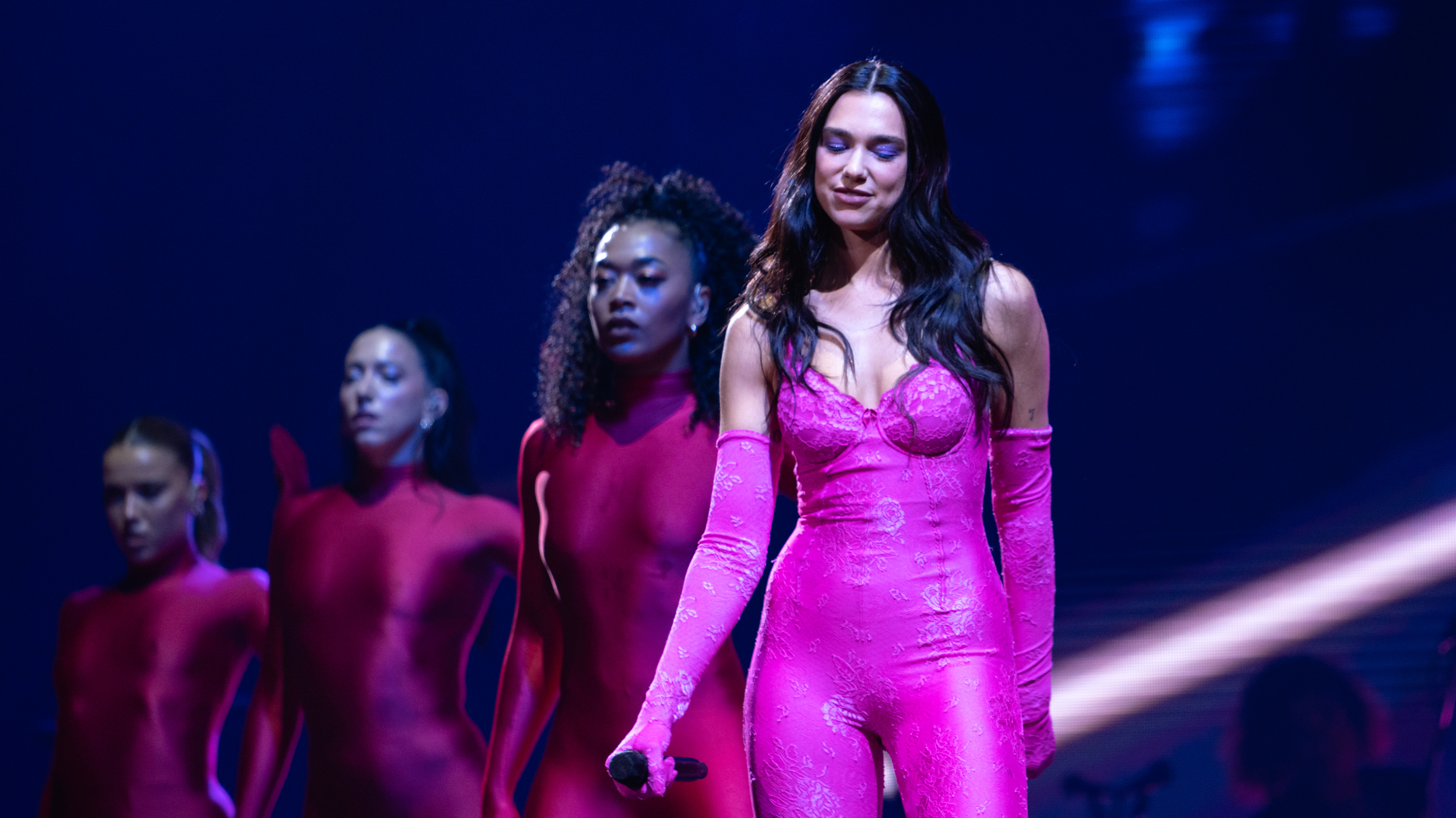
Lipa interpretando el primer acto del Future Nostalgia Tour en el concierto del 2 de mayo de 2022 en The O2 Arena en Londres.

Después de esto, hubo una transición perfecta a «New Rules», donde Lipa y sus bailarines realizaron una coreografía similar a la del video musical que acompaña a la canción, incluido pavonearse por la pasarela usando sombrillas al estilo de Singin' in the Rain (1952). La pantalla grande durante la canción presentaba flamencos y autos retro, también similar al video musical de la canción junto con una pantalla personalizada para la ciudad donde se llevó a cabo el concierto. En la siguiente canción «Love Again», Lipa realizó una coreografía de baile cuadrado y una técnica de lazo similar a las utilizadas en el video musical de la canción. El telón de fondo de la canción tenía un tema del oeste del espacio marciano. Para «Cool», Lipa la interpretó con un soporte de micrófono en el centro del escenario a la sombra de una bola de discoteca CGI mientras dos bailarines en patines iluminados patinaban a su alrededor. Lipa cantó «Pretty Please», «Break My Heart» y «Be the One» antes de salir corriendo del escenario para cambiarse de vestuario. Simultáneamente, se reprodujo un interludio con una versión silenciada de «IDGAF» de manera similar a la música de un ascensor y un tema de una novela gráfica titulado «Under the Sea» que incluía un ataque de langosta.
Al entrar en el segundo acto, Lipa se cambió a un traje de una sola pieza plateado y blanco reluciente, tachonado de lentejuelas, con una parte superior con un solo brazo y pantalones estilo calzoncillos. «We're Good» fue la primera canción interpretada en el acto, que cantó frente a una langosta gigante de utilería. Apareció un menú en la pantalla lateral que incluía elementos de menú falsos como el «Dua thermadore». La canción fue seguida por «Good In Bed» y «Fever». La canción anterior presentaba un aluvión de cerezas en tecnicolor como telón de fondo. Lipa colocó una cola blanca y fluida en su atuendo para interpretar «Boys Will Be Boys» con un foco de atención sobre ella, lo que condujo a un interludio de «Club Future Nostalgia» para el tercer acto. El interludio incluyó un grandilocuente desfile carnavalesco con los artistas bailando por la pasarela. Lipa se cambió a un atuendo de Marine Serre que incluía un sostén de encaje rosa y una chaqueta negra ceñida a la piel junto con ropa interior negra de talle alto a juego, tenis y medias rosas fuertes con el motivo de luna creciente característico de la marca para el tercer acto. Para el tercer acto de la etapa europea, Lipa usó un traje Dior de John Galliano. Las actuaciones de este acto tuvieron lugar al final del escenario de la pasarela bajo luces de neón bajas que parecían un club nocturno. Ella interpretó «One Kiss» y «Electricity» con sus bailarines de respaldo. Siguió «Hallucinate», donde Lipa y sus bailarines realizaron una coreografía con influencias de rave de almacén, saltando alrededor de un escenario secundario en el set. La canción final del tercer acto fue «Cold Heart», donde Lipa hizo un dueto con un video pregrabado de Elton John mientras estaba sentada en el escenario con sus bailarines.
En el acto final, Lipa usó un catsuit Mugler negro brillante cubierto con 120,000 cristales con recortes de malla beige, así como paneles translúcidos y opacos que definen el cuerpo. El atuendo era similar al atuendo de Cher «If I Could Turn Back Time», y se combinó con guantes negros a juego. Los bailarines también usaron atuendos de la casa de moda, algunos con trajes de cuerpo similares a los de la cantante y otros con un top negro recortado y pantalones a juego. Para este acto, nos derribaron una luna y estrellas brillantes y el cantante interpretó «Levitating» mientras flotaba sobre la multitud de admisión general en una plataforma móvil antes de despedirse y salir corriendo del escenario. Estaba rodeada de planetas y estrellas iridiscentes colgantes con una imagen de galaxia en la pantalla grande. En el bis, el La cantante cantó una versión agresiva de la canción principal del álbum en la que se agitó el cabello y caminó por la pasarela mientras se usaban luces láser de color verde azulado y púrpura oscuro. El espectáculo cerró con una actuación de «Don't Start Now» que abre con la cantante reclamando un paso de baile que realizó durante la promoción de su álbum de estudio debut homónimo que provocó que la intimidaran en línea por ser «perezosa» y «falta de inspiración», además de convertirse en un meme por el baile. Lipa dijo que mira hacia atrás al baile desde una perspectiva diferente con «cariño» ya que, aunque la intimidación le causó mucho dolor, la obligó a trabajar más duro y convertirse en la artista en la que quería convertirse. Los cañones de confeti se disparan durante la actuación. El espectáculo duró aproximadamente 90 minutos.

## Recepción crítica
El Future Nostalgia Tour recibió reseñas muy positivas de los críticos. E! Online nombró la gira como uno de los 15 conciertos «imprescindibles» en 2022. En una reseña de Rolling Stone, Celia Almeida elogió la presencia escénica de Lipa al afirmar que es una «superestrella» que es «toda la mitad de la mujer alfa que se proclamó en la canción principal del álbum» y también mencionó que el espectáculo es «un poderoso recordatorio de la sabiduría pop de Lipa». Para Consequence, Mary Gibson declaró que «Lipa entregó exactamente el tipo de espectáculo animado y dinámico que los fanáticos anhelaban». Adam Graham de The Detroit News elogió la «rica» producción que «funcionó como un reloj» y elogió la presencia escénica de Lipa diciendo que su «confianza y su control del escenario fue el mejor truco escénico de la noche». Margaret Quamme de The Columbus Dispatch elogió la coreografía «suelta y alegre» que permite que la lista de canciones «brillante, ciertamente poco profunda» respire. Emmalyse Brownstein de Miami New Times elogió la voz de la cantante afirmando que suena «igual que sus grabaciones de estudio», mientras que también elogió la presencia escénica «impresionante» de Lipa por dominar el escenario y liderar a los bailarines. El crítico de The Tennessean, Dave Paulson elogió el concierto por estar «más que bien ensayado y sincronizado hasta el milisegundo», al tiempo que agradeció la presencia de la cantante en el escenario y afirmó que es «segura de sí misma» y «una presencia fresca y consistente que una diva que apunta a incendiar el escenario».
En The Charlotte Observer, Théoden Janes elogió la actuación de Lipa, a la que elogió por alcanzar «prácticamente todas sus marcas» en «términos de dominio de su voz y dominio de su cuerpo». Edward Pevos de MLive lo nombró «uno de los espectáculos con mejor ritmo que hemos visto en muchos años» y elogió a Lipa por dominar «el escenario como una profesional experimentado». Escribiendo para The Oakland Press, Gary Graff dijo que Lipa marcó «todas las casillas que esperamos de este tipo de espectáculos». Escribiendo para The Boston Globe, Maura Johnston dijo que el espectáculo «se inclinó hacia esa sensación de fregadero de cocina del presente al mismo tiempo que ofrecía un escape» mientras describía a Lipa como «una artista carismática con una apariencia llamativa» que «dominaba el escenario». Dan DeLuca de The Philadelphia Inquirer elogió la coreografía ajustada y la voz «más que capaz» de Lipa. En una crítica más negativa de OnMilwaukee, Matt Mueller elogió la producción del «espectáculo», pero criticó la actuación y la presencia en el escenario de Lipa, diciendo que a veces sus bailarines de respaldo se robaron el espectáculo.

## Desempeño comercial
Pitchfork nombró al Future Nostalgia Tour como uno de los tours más esperados de 2022. La gira debutó en el número cinco en la edición de febrero de 2022 de la lista Top Tours Boxscore de Billboard con un ingreso total bruto de $13,523,248 y una asistencia total de 138,638, en 11 espectáculos. Al mes siguiente, bajó al número siete con un total bruto de $25,027,606 y una asistencia total de 239,855 en 17 espectáculos. La primera etapa recaudó $40,100,000 y vendió 394,000 boletos, un aumento del 346% en la venta de boletos y del 1,479% en ingresos brutos por espectáculo en comparación con la gira de Lipa por los EE. UU. para promocionar su álbum debut. En todas las ciudades excepto Milwaukee, la venta de entradas superó las 11.000; El Fiserv Forum de Milwaukee tuvo una capacidad reducida y solo vendió 6,312 boletos. El espectáculo con mayor recaudación de la etapa fue el espectáculo del 1 de marzo de 2022 en la ciudad de Nueva York que recaudó $ 2,100,000 mientras que la noche siguiente en Washington D. C. tuvo la mayor venta de boletos con 16,068 boletos vendidos. Los espectáculos en Inglewood tuvieron una recaudación bruta de $3,228,158 y una asistencia de 30,270, lo que provocó que se ubicara en el número 29 en la edición de marzo de 2021 de la lista Top Boxscores de Billboard.

## Repertorio
Esta lista de canciones es representativa del espectáculo del 9 de febrero de 2022 en Miami. No es representativo de todos los conciertos durante la gira.
Acto 1
1. «Physical»
2. «New Rules»
3. «Love Again»
4. «Cool»
5. «Pretty Please»
6. «Break My Heart»
7. «Be the One»

Acto 2
1. «IDGAF» (interludio)
2. «We're Good»
3. «Good In Bed»
4. «Fever»
5. «Boys Will Be Boys»

Acto 3
1. Medley: «Club Future Nostalgia» (interludio)
2. «One Kiss»
3. «Electricity»
4. «Hallucinate»
5. «Cold Heart»
6. «Levitating»

Encore
1. «Future Nostalgia»
2. «Don't Start Now»

## Fechas
| Fecha                     | Ciudad            | País           | Recinto                                      | Acto de Apertura                      | Entradas vendidas / disponibles | Recaudación |
| ------------------------- | ----------------- | -------------- | -------------------------------------------- | ------------------------------------- | ------------------------------- | ----------- |
| Norteamérica − Etapa I    |                   |                |                                              |                                       |                                 |             |
| 9 de febrero de 2022      | Miami             | Estados Unidos | FTX Arena                                    | Caroline Polachek Lolo Zouaï          | 14,557 / 14,557                 | $1,558,815  |
| 11 de febrero de 2022     | Orlando           | Estados Unidos | Amway Center                                 | Caroline Polachek Lolo Zouaï          | 13,611 / 13,611                 | $1,335,652  |
| 12 de febrero de 2022     | Atlanta           | Estados Unidos | State Farm Arena                             | Caroline Polachek Lolo Zouaï          | 12,110 / 12,110                 | $1,235,805  |
| 14 de febrero de 2022     | Nashville         | Estados Unidos | Bridgestone Arena                            | Caroline Polachek Lolo Zouaï          | 11,458 / 11,458                 | $1,073,938  |
| 16 de febrero de 2022     | Charlotte         | Estados Unidos | Spectrum Center                              | Caroline Polachek Lolo Zouaï          | 11,930 / 11,930                 | $1,049,500  |
| 18 de febrero de 2022     | Boston            | Estados Unidos | TD Garden                                    | Caroline Polachek Lolo Zouaï          | 13,941 / 13,941                 | $1,471,026  |
| 19 de febrero de 2022     | Filadelfia        | Estados Unidos | Wells Fargo Center                           | Caroline Polachek Lolo Zouaï          | 14,019 / 14,019                 | $1,445,941  |
| 21 de febrero de 2022     | Belmont Park      | Estados Unidos | UBS Arena                                    | Caroline Polachek Lolo Zouaï          | 13,736 / 13,736                 | $1,209,755  |
| 23 de febrero de 2022     | Milwaukee         | Estados Unidos | Fiserv Forum                                 | Caroline Polachek Lolo Zouaï          | 6,312 / 6,312                   | $572,936    |
| 25 de febrero de 2022     | Detroit           | Estados Unidos | Little Caesars Arena                         | Caroline Polachek Lolo Zouaï          | 13,114 / 13,114                 | $1,278,918  |
| 26 de febrero de 2022     | Columbus          | Estados Unidos | Schottenstein Center                         | Caroline Polachek Lolo Zouaï          | 13,850 / 13,850                 | $1,290,961  |
| 1 de marzo de 2022        | Nueva York        | Estados Unidos | Madison Square Garden                        | Caroline Polachek Lolo Zouaï          | 15,461 / 15,461                 | $2,054,407  |
| 2 de marzo de 2022        | Washington D.C.   | Estados Unidos | Capital One Arena                            | Caroline Polachek Lolo Zouaï          | 16,068 / 16,068                 | $1,652,588  |
| 4 de marzo de 2022        | Newark            | Estados Unidos | Prudential Center                            | Caroline Polachek Lolo Zouaï          | 14,480 / 14,480                 | $1,613,984  |
| 5 de marzo de 2022        | Búfalo            | Estados Unidos | KeyBank Center                               | Caroline Polachek Lolo Zouaï          | 11,680 / 11,680                 | $957,122    |
| 8 de marzo de 2022        | Mineápolis        | Estados Unidos | Target Center                                | Caroline Polachek Lolo Zouaï          | 11,987 / 11,987                 | $1,060,862  |
| 9 de marzo de 2022        | Chicago           | Estados Unidos | United Center                                | Caroline Polachek Lolo Zouaï          | 15,880 / 15,880                 | $1,781,908  |
| 12 de marzo de 2022       | Houston           | Estados Unidos | Toyota Center                                | Caroline Polachek Lolo Zouaï          | 12,889 / 12,889                 | $1,470,541  |
| 13 de marzo de 2022       | Dallas            | Estados Unidos | American Airlines Center                     | Caroline Polachek Lolo Zouaï          | 14,513 / 14,513                 | $1,563,038  |
| 15 de marzo de 2022       | Denver            | Estados Unidos | Ball Arena                                   | Megan Thee Stallion Caroline Polachek | 13,420 / 13,420                 | $1,511,817  |
| 17 de marzo de 2022       | Tulsa             | Estados Unidos | BOK Center                                   | Megan Thee Stallion Caroline Polachek | 11,399 / 11,399                 | $1,021,952  |
| 20 de marzo de 2022       | Phoenix           | Estados Unidos | Footprint Center                             | Megan Thee Stallion Caroline Polachek | 14,030 / 14,030                 | $1,385,791  |
| 22 de marzo de 2022       | Inglewood         | Estados Unidos | The Forum                                    | Caroline Polachek Lolo Zouaï          | 30,270 / 30,270                 | $3,228,153  |
| 23 de marzo de 2022       | Inglewood         | Estados Unidos | The Forum                                    | Caroline Polachek Lolo Zouaï          | 30,270 / 30,270                 | $3,228,153  |
| 25 de marzo de 2022       | Las Vegas         | Estados Unidos | T-Mobile Arena                               | Caroline Polachek Lolo Zouaï          | 15,812 / 15,812                 | $1,582,420  |
| 27 de marzo de 2022       | San José          | Estados Unidos | SAP Center                                   | Caroline Polachek Lolo Zouaï          | 13,619 / 13,619                 | $1,499,676  |
| 29 de marzo de 2022       | Portland          | Estados Unidos | Moda Center                                  | Caroline Polachek Lolo Zouaï          | 12,560 / 12,560                 | $1,097,984  |
| 31 de marzo de 2022       | Seattle           | Estados Unidos | Climate Pledge Arena                         | Caroline Polachek Lolo Zouaï          | 15,277 / 15,227                 | $1,545,361  |
| 1 de abril de 2022        | Vancouver         | Canadá         | Rogers Arena                                 | Caroline Polachek Lolo Zouaï          | 15,332 / 15,332                 | $1,548,493  |
| Europa − Etapa II         |                   |                |                                              |                                       |                                 |             |
| 15 de abril de 2022       | Mánchester        | Reino Unido    | AO Arena                                     | Griff                                 | 15,609 / 15,609                 | $904,584    |
| 17 de abril de 2022       | Birmingham        | Reino Unido    | Utilita Arena                                | Griff                                 | 14,353 / 14,353                 | $897,522    |
| 18 de abril de 2022       | Leeds             | Reino Unido    | First Direct Arena                           | Griff                                 | 12,477 / 12,477                 | $728,682    |
| 20 de abril de 2022       | Dublín            | Irlanda        | 3Arena                                       | Griff                                 | 25,371 / 25,371                 | $1,418,344  |
| 21 de abril de 2022       | Dublín            | Irlanda        | 3Arena                                       | Griff                                 | 25,371 / 25,371                 | $1,418,344  |
| 23 de abril de 2022       | Newcastle         | Reino Unido    | Utilita Arena                                | Griff                                 | 10,041 / 10,041                 | $588,742    |
| 24 de abril de 2022       | Glasgow           | Reino Unido    | The SSE Hydro                                | Griff                                 | 13,282 / 13,872                 | $852,960    |
| 26 de abril de 2022       | Nottingham        | Reino Unido    | Motorpoint Arena                             | Griff                                 | 8,099 / 8,099                   | $453,116    |
| 27 de abril de 2022       | Cardiff           | Reino Unido    | Motorpoint Arena                             | Griff                                 | 7,042 / 7,042                   | $416,655    |
| 29 de abril de 2022       | Liverpool         | Reino Unido    | M&S Bank Arena                               | Griff                                 | 10,698 / 10,698                 | $563,299    |
| 2 de mayo de 2022         | Londres           | Reino Unido    | The O2 Arena                                 | Griff Angèle                          | 39,030 / 39,300                 | $2,441,870  |
| 3 de mayo de 2022         | Londres           | Reino Unido    | The O2 Arena                                 | Griff Angèle                          | 39,030 / 39,300                 | $2,441,870  |
| 6 de mayo de 2022         | Amberes           | Bélgica        | Sportpaleis                                  | Griff                                 | 42,550 / 42,550                 | $2,241,927  |
| 7 de mayo de 2022         | Amberes           | Bélgica        | Sportpaleis                                  | Griff                                 | 42,550 / 42,550                 | $2,241,927  |
| 9 de mayo de 2022         | Hamburgo          | Alemania       | Barclaycard Arena                            | Griff                                 | 12,117 / 12,117                 | $752,236    |
| 10 de mayo de 2022        | Berlín            | Alemania       | Mercedes Benz Arena                          | Griff                                 | 14,051 / 14,051                 | $895,575    |
| 12 de mayo de 2022        | Colonia           | Alemania       | Lanxess Arena                                | Griff                                 | 16,703 / 17,000                 | $963,595    |
| 15 de mayo de 2022        | París             | Francia        | AccorHotels Arena                            | Griff                                 | 17,001 / 17,001                 | $850,191    |
| 17 de mayo de 2022        | Ámsterdam         | Países Bajos   | Ziggo Dome                                   | Griff                                 | 33,642 / 33,642                 | $1,669,256  |
| 18 de mayo de 2022        | Ámsterdam         | Países Bajos   | Ziggo Dome                                   | Griff                                 | 33,642 / 33,642                 | $1,669,256  |
| 20 de mayo de 2022        | Zúrich            | Suiza          | Hallenstadion                                | Griff                                 | 14,025 / 14,025                 | $917,768    |
| 22 de mayo de 2022        | Múnich            | Alemania       | Olympiahalle                                 | Griff                                 | 13,343 / 13,343                 | $717,595    |
| 23 de mayo de 2022        | Viena             | Austria        | Stadthalle                                   | Griff                                 | 13,679 / 13,679                 | $730,051    |
| 25 de mayo de 2022        | Milán             | Italia         | Mediolanum Forum                             | Griff                                 | 23,119 / 23,119                 | $982,013    |
| 26 de mayo de 2022        | Milán             | Italia         | Mediolanum Forum                             | Griff                                 | 23,119 / 23,119                 | $982,013    |
| 28 de mayo de 2022        | Bolonia           | Italia         | Unipol Arena                                 | Griff                                 | 14,286 / 14,286                 | $708,702    |
| 30 de mayo de 2022        | Lyon              | Francia        | Halle Tony-Garnier                           | Griff                                 | 11,862 / 11,862                 | $670,558    |
| 1 de junio de 2022        | Barcelona         | España         | Palau Sant Jordi                             | Griff                                 | 18,342 / 18,342                 | $915,141    |
| 3 de junio de 2022        | Madrid            | España         | WiZink Center                                | Griff                                 | 16,767 / 16,976                 | $897,714    |
| 5 de junio de 2022        | Braga             | Portugal       | Altice Forum                                 | Griff                                 | 10,481 / 10,481                 | $560,288    |
| 6 de junio de 2022        | Lisboa            | Portugal       | Altice Arena                                 | Griff                                 | 18,758 / 18,758                 | $933,470    |
| 9 de junio de 2022        | Barcelona         | España         | Parc del Fórum                               | Festival                              | Festival                        | Festival    |
| 11 de junio de 2022       | Bratislava        | Eslovaquia     | Tehelné pole                                 | Festival                              | Festival                        | Festival    |
| 19 de junio de 2022       | Kaunas            | Lituania       | Žalgiris Arena                               | Tove Lo                               | 15,656 / 15,656                 | $1,107,464  |
| 26 de junio de 2022       | Oslo              | Noruega        | Spektrum                                     | Tove Lo                               | 10,051 / 10,051                 | $818,464    |
| 28 de junio de 2022       | Estocolmo         | Suecia         | Gröna Lund                                   | Tove Lo                               | —                               | —           |
| 30 de junio de 2022       | Roskilde          | Dinamarca      | Festivalpladsen                              | Festival                              | Festival                        | Festival    |
| Norteamérica              |                   |                |                                              |                                       |                                 |             |
| 25 de julio de 2022       | Montreal          | Canadá         | Bell Centre                                  | Caroline Polachek Lolo Zouaï          | 16,135 / 16,135                 | $1,496,834  |
| 27 de julio de 2022       | Toronto           | Canadá         | Scotiabank Arena                             | Caroline Polachek Lolo Zouaï          | 15,880 / 15,880                 | $1,531,634  |
| 28 de julio de 2022       | Chicago           | Estados Unidos | Grant Park                                   | Festival                              | Festival                        | Festival    |
| 31 de julio de 2022       | Montreal          | Canadá         | Parc Jean-Drapeau                            | Festival                              | Festival                        | Festival    |
| Europa                    |                   |                |                                              |                                       |                                 |             |
| 4 de agosto de 2022       | Pristina          | Kosovo         | Germia Park                                  | Festival                              | Festival                        | Festival    |
| 10 de agosto de 2022      | Budapest          | Hungría        | Isla de Óbuda                                | Festival                              | Festival                        | Festival    |
| Latinoamérica − Etapa III |                   |                |                                              |                                       |                                 |             |
| 8 de septiembre de 2022   | São Paulo         | Brasil         | Distrito Anhembi                             | Vickilicious                          | 33,921 / 33,921                 | $2,655,958  |
| 11 de septiembre de 2022  | Río de Janeiro    | Brasil         | Parque Olímpico de Río de Janeiro            | Festival                              | Festival                        | Festival    |
| 13 de septiembre de 2022  | Buenos Aires      | Argentina      | Campo Argentino de Polo                      | Vickilicious                          | 110,948 / 110,948               | $6,581,576  |
| 14 de septiembre de 2022  | Buenos Aires      | Argentina      | Campo Argentino de Polo                      | Vickilicious                          | 110,948 / 110,948               | $6,581,576  |
| 16 de septiembre de 2022  | Santiago de Chile | Chile          | Estadio Bicentenario Municipal de La Florida | Vickilicious DJ Polach                | 28,052 / 28,052                 | $2,060,731  |
| 18 de septiembre de 2022  | Bogotá            | Colombia       | Parque Salitre Mágico                        | Vickilicious                          | 31,981 / 31,981                 | $2,154,428  |
| 21 de septiembre de 2022  | Ciudad de México  | México         | Foro Sol                                     | Vickilicious                          | 64,866 / 64,866                 | $4,037,037  |
| 23 de septiembre de 2022  | Monterrey         | México         | Estadio Banorte                              | Vickilicious                          | 21,731 / 21,731                 | $2,110,522  |
| Norteamérica              |                   |                |                                              |                                       |                                 |             |
| 25 de septiembre de 2022  | Dover             | Estados Unidos | Dover International Speedway                 | Festival                              | Festival                        | Festival    |
| Oceanía − Etapa IV        |                   |                |                                              |                                       |                                 |             |
| 2 de noviembre de 2022    | Auckland          | Nueva Zelanda  | Spark Arena                                  | Tkay Maidza                           | 23,565 / 24,097                 | $2,284,500  |
| 3 de noviembre de 2022    | Auckland          | Nueva Zelanda  | Spark Arena                                  | Tkay Maidza                           | 23,565 / 24,097                 | $2,284,500  |
| 5 de noviembre de 2022    | Brisbane          | Australia      | Brisbane Entertainment Centre                | Tkay Maidza                           | 11,568 / 11,568                 | $1,183,684  |
| 8 de noviembre de 2022    | Sídney            | Australia      | Qudos Bank Arena                             | Tkay Maidza                           | 33,195 / 33,195                 | $3,087,940  |
| 9 de noviembre de 2022    | Sídney            | Australia      | Qudos Bank Arena                             | Tkay Maidza                           | 33,195 / 33,195                 | $3,087,940  |
| 11 de noviembre de 2022   | Melbourne         | Australia      | Rod Laver Arena                              | Tkay Maidza                           | 28,360 / 28,360                 | $2,898,216  |
| 12 de noviembre de 2022   | Melbourne         | Australia      | Rod Laver Arena                              | Tkay Maidza                           | 28,360 / 28,360                 | $2,898,216  |
| 14 de noviembre de 2022   | Adelaida          | Australia      | Adelaide Entertainment Centre                | Tkay Maidza                           | 8,945 / 8,945                   | $915,388    |
| 16 de noviembre de 2022   | Perth             | Australia      | RAC Arena                                    | Tkay Maidza                           | 14,828 / 14,828                 | $1,457,119  |
| Europa                    |                   |                |                                              |                                       |                                 |             |
| 28 de noviembre de 2022   | Tirana            | Albania        | Skanderbeg Square                            | Elvana Gjata                          | 200,000                         | —           |

### Conciertos cancelados
| Fecha               | Ciudad     | País      | Recinto                 | Estado     | Motivo                           |
| ------------------- | ---------- | --------- | ----------------------- | ---------- | -------------------------------- |
| 10 de mayo de 2020  | Copenhague | Dinamarca | Royal Arena             | Cancelados | Pandemia de coronavirus          |
| 12 de mayo de 2020  | Estocolmo  | Suecia    | Ericsson Globe          | Cancelados | Pandemia de coronavirus          |
| 13 de mayo de 2020  | Oslo       | Noruega   | Spektrum                | Cancelados | Pandemia de coronavirus          |
| 23 de junio de 2022 | Helsinki   | Finlandia | Hartwall Arena          | Cancelados | Invasión rusa de Ucrania de 2022 |
| 1 de julio de 2022  | Gdynia     | Polonia   | Gdynia-Kosakowo Airport | Cancelados | Tormenta                         |